# Plage de Cabeceira
La plage de Cabeceira est une plage galicienne située  dans la commune de Poio dans la province de Pontevedra, en Espagne. Elle a une longueur de 200 mètres et est située sur la ria de Pontevedra à 3 km de Pontevedra ville.

## Description
C'est une plage en forme de demi-coquille sur la ria de Pontevedra entourée d'une pinède. Le sable y est blanc et fin et elle est à l'abri des vents avec des eaux calmes propices à la baignade. Elle a une vue privilégiée sur l'île de Tambo
Le drapeau bleu y flotte.

## Accès
Depuis Pontevedra, on prend la route côtière PO-308 en direction de Sanxenxo. À  un kilomètre du Pont de la Barque on prend au rond-point la sortie vers Lourido et on continue sur la route menant aux plages, à côté du bord de mer.

## Galerie de photos

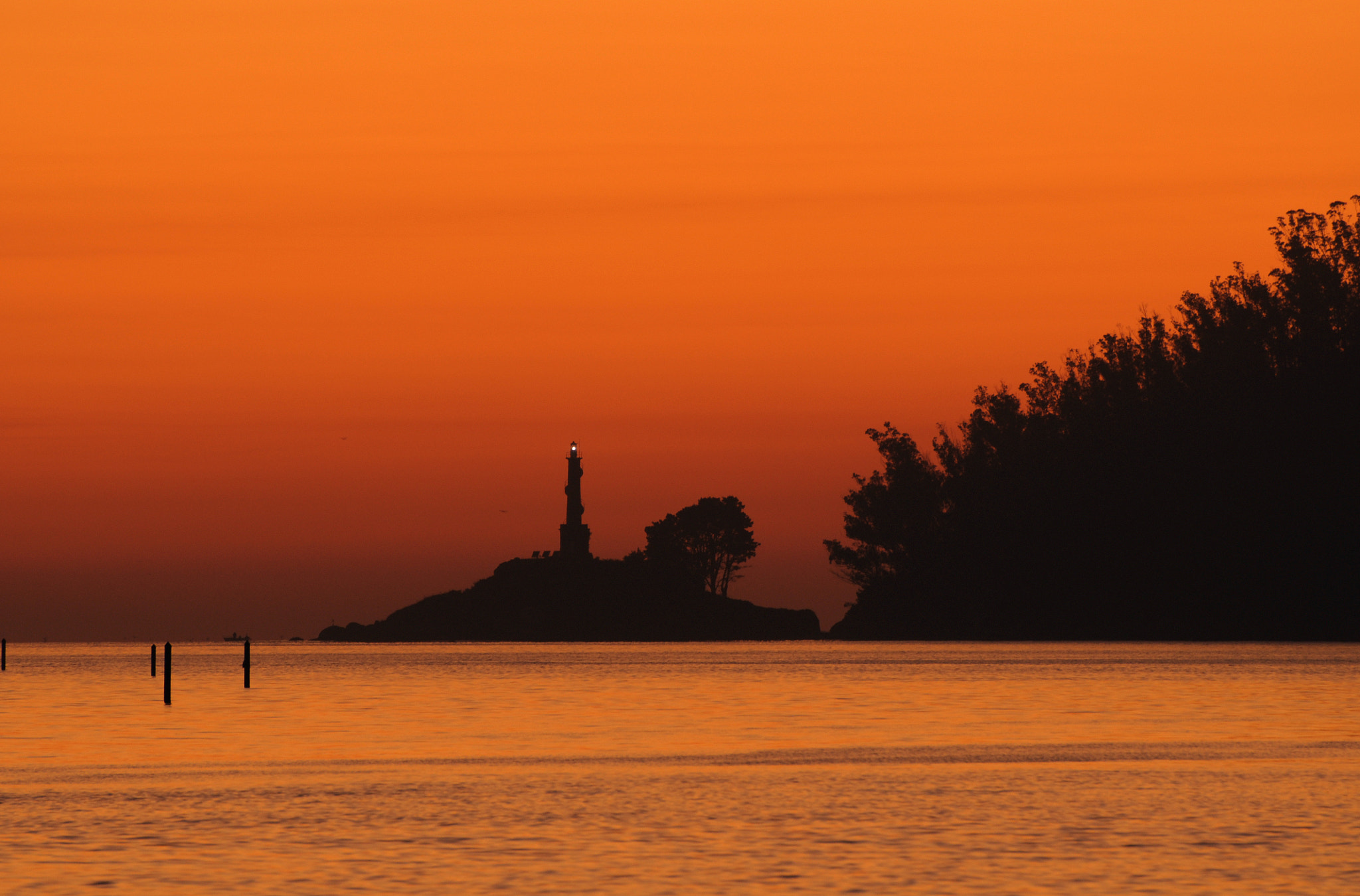
Île de Tambo en arrière-plan depuis la plage de Cabeceira

## Voir également

### Autres articles
- Poio
- Ria de Pontevedra
- Rias Baixas
- Plage du Lérez
- Plage de Portocelo
- Plage de Mogor
- Île de Tambo